# Koido Yoshio
Yoshio Koido (sinh ngày 19 tháng 4 năm 1976) là một cầu thủ bóng đá người Nhật Bản.

## Sự nghiệp câu lạc bộ
Yoshio Koido đã từng chơi cho Yokohama Marinos.